# Alibieg Alibiegow
Alibieg Sajgidgusiejnowicz Alibiegow (ros. Алибег Сайгидгусейнович Алибегов; ur. 12 stycznia 2001) – rosyjski i bahrajński zapaśnik startujący w stylu wolnym. Zajął dziesiąte miejsce na mistrzostwach świata w 2021 roku. 
Dziesiąty na igrzyskach azjatyckich w 2022. Piąty na mistrzostwach Azji w 2022. Złoty medalista mistrzostw arabskich w 2019, 2021 i 2022. 
Trzeci na MŚ juniorów w 2021, a także mistrzostwach Azji U-23 w 2022 roku.